# João Zeferino
João Zeferino (Florianópolis, 15 de janeiro de 1986) é um lutador brasileiro de artes marciais mistas (MMA), que atualmente compete no World Series of Fighting, na divisão peso-leve.

## Carreira no MMA

### Ultimate Fighting Championship
Em 18 de maio de 2013, Zeferino fez sua estreia no UFC, substituindo Chris Camozzi na luta contra Rafael Natal, no UFC on FX 8. Ele perdeu por decisão unânime.
Zeferino enfrentaria Kenny Robertson, no UFC Fight Night: Teixeira vs. Bader, em 4 de setembro de 2013, mas Robertson foi retirado da luta, e foi substituído pelo recém-chegado no UFC, Elias Silvério. Zeferino perdeu a luta por decisão unânime.

### World Series of Fighting
Em 7 de outubro de 2015, Zeferino foi anunciado como um dos participantes do Torneio de Leves para determinar o desafiante número um ao Cinturão Peso Leve do WSOF. Em 25 de novembro de 2015, Zeferino fez sua estreia no World Series of Fighting, no WSOF 25, derrotando Brian Foster por finalização com uma chave de calcanhar, vencendo nas quartas de final. Nas semifinais, Zeferino derrotou Jorge Patino com o mesmo golpe, no primeiro round, avançando para a final do Torneio, onde ele foi derrotado quando fez a revanche com Foster, por nocaute técnico no segundo round.
Em 2 de abril de 2016, Zeferino enfrentou o veterano do UFC, Jon Fitch, no WSOF 30, pelo Cinturão Meio Médio Vago do WSOF. Ele perdeu por decisão unânime.
Zeferino enfrentou Jason High, no WSOF 33, em 7 de outubro de 2016. Ele ganhou por nocaute técnico no terceiro round.
Em 17 de outubro de 2016, foi anunciado que Zeferino enfrentaria Justin Gaethje, pelo Cinturão Peso Leve do WSOF, em 31 de dezembro de 2016, na luta principal do WSOF 34. No entanto, ele teve que ser retirado da luta e foi substituído por Luis Firmino. 

## Cartel no MMA
| Cartel no MMA   |             |            |
| 32 lutas        | 23 vitórias | 9 derrotas |
| Por nocaute     | 4           | 4          |
| Por finalização | 16          | 0          |
| Por decisão     | 3           | 5          |

| Res.    | Cartel | Oponente                       | Método                           | Evento                              | Data       | Round | Tempo | Local                              | Notas                                         |
| ------- | ------ | ------------------------------ | -------------------------------- | ----------------------------------- | ---------- | ----- | ----- | ---------------------------------- | --------------------------------------------- |
| Vitória | 23–9   | Yuri Villefort                 | Finalização (mata-leão)          | PFL 6                               | 16/08/2018 | 3     | 1:10  | Atlantic City, Nova Jersey         |                                               |
| Vitória | 22–9   | Paul Bradley                   | Nocaute Técnico (socos)          | PFL 3                               | 05/07/2018 | 1     | 1:58  | Washington, DC                     |                                               |
| Vitória | 21–9   | Herman Terrado                 | Decisão (dividida)               | PFL Daytona                         | 30/06/2017 | 3     | 5:00  | Daytona Beach, Flórida             |                                               |
| Vitória | 21–8   | Jason High                     | Nocaute Técnico (socos)          | WSOF 33                             | 07/10/2016 | 3     | 0:51  | Kansas City, Missouri              |                                               |
| Derrota | 20–8   | Jon Fitch                      | Decisão (unânime)                | WSOF 30                             | 02/04/2016 | 5     | 5:00  | Las Vegas, Nevada                  | Pelo Cinturão Meio Médio Vago do WSOF.        |
| Derrota | 20–7   | Brian Foster                   | Nocaute (socos)                  | WSOF 25                             | 20/11/2015 | 2     | 4:51  | Phoenix, Arizona                   | Final do Torneio de Leves do WSOF.            |
| Vitória | 20–6   | Jorge Patino                   | Finalização (chave de calcanhar) | WSOF 25                             | 20/11/2015 | 1     | 1:24  | Phoenix, Arizona                   | Semifinal do Torneio de Leves do WSOF.        |
| Vitória | 19–6   | Brian Foster                   | Finalização (chave de calcanhar) | WSOF 25                             | 20/11/2015 | 1     | 1:46  | Phoenix, Arizona                   | Quartas de Final do Torneio de Leves do WSOF. |
| Vitória | 18–6   | Juliano Luis dos Santos        | Finalização (mata-leão)          | Imortal FC 1                        | 13/06/2015 | 1     | 1:29  | São José dos Pinhais, Paraná       |                                               |
| Vitória | 17–6   | Jeovane Santana                | Finalização (mata-leão)          | Octtagon Fight Night                | 13/12/2014 | 1     | 1:35  | Balneário Camboriú, Santa Catarina |                                               |
| Vitória | 16–6   | Gilmar Dutra Lima              | Finalização (chave de calcanhar) | Nitrix Fight Evolution 4            | 21/11/2014 | 1     | 3:57  | São José, Santa Catarina           |                                               |
| Vitória | 15–6   | Jackson Miranda                | Finalização (chave de braço)     | Decagon MMA Championship            | 11/05/2014 | 1     | 3:25  | Londrina, Paraná                   |                                               |
| Vitória | 14–6   | Edson Mosca                    | Nocaute (chute na cabeça)        | Soa Jose Super Fight 5              | 29/03/2014 | 1     | 0:00  | São José, Santa Catarina           |                                               |
| Derrota | 13–6   | Elias Silvério                 | Decisão (unânime)                | UFC Fight Night: Teixeira vs. Bader | 04/09/2013 | 3     | 5:00  | Belo Horizonte                     |                                               |
| Derrota | 13–5   | Rafael Natal                   | Decisão (unânime)                | UFC on FX: Belfort vs. Rockhold     | 18/05/2013 | 3     | 5:00  | Jaraguá do Sul                     |                                               |
| Vitória | 13–4   | Wellington Geraldo de Oliveria | Finalização (triângulo de braço) | Nitrix Champion Fight 14            | 09/03/2013 | 1     | 2:46  | Balneário Camboriú, Santa Catarina |                                               |
| Vitória | 12–4   | Thiago Rela                    | Finalização (keylock)            | MMA Rocks                           | 08/12/2012 | 1     | 2:30  | São Paulo                          |                                               |
| Vitória | 11–4   | Givago Francisco               | Decisão (unânime)                | Nitrix Champion Fight 12            | 18/08/2012 | 3     | 5:00  | Blumenau, Santa Catarina           |                                               |
| Vitória | 10–4   | Deyvison Santos                | Finalização (chave de braço)     | Bad Boy Fight Challenge 1           | 15/07/2012 | 1     | 1:30  | São José, Santa Catarina           |                                               |
| Vitória | 9–4    | Vagner Tiburcio                | Decisão (unânime)                | Sao Jose Super Fight 2              | 09/06/2012 | 3     | 5:00  | São José, Santa Catarina           |                                               |
| Vitória | 8–4    | Fabio Selim                    | Nocaute Técnico (socos)          | Black Trunk Fight 3                 | 26/11/2011 | 1     | 2:45  | Florianópolis, Santa Catarina      |                                               |
| Vitória | 7–4    | Sean Salmon                    | Finalização (chave de calcanhar) | NAFC: Unleashed                     | 18/11/2011 | 1     | 0:25  | Milwaukee, Wisconsin               |                                               |
| Derrota | 6–4    | Eddie Larrea                   | Nocaute Técnico (socos)          | Konquer the Kage 26                 | 25/07/2009 | 2     | 0:32  | Hayward, Wisconsin                 |                                               |
| Vitória | 6–3    | Joshua Thorpe                  | Finalização (chave de braço)     | UEP: Battle by the Bay              | 21/03/2009 | 1     | 2:32  | Estados Unidos                     |                                               |
| Vitória | 5–3    | Eric Thompson                  | Finalização (mata-leão)          | Battlegrounds 5                     | 14/03/2009 | 1     | 2:25  | New Orleans, Louisiana             |                                               |
| Vitória | 4–3    | Colby McMahon                  | Finalização (guilhotina)         | Atlas Fights: USA vs. Brazil        | 21/02/2009 | 1     | 2:49  | Biloxi, Mississippi                |                                               |
| Vitória | 3–3    | Eduardo Baby                   | Finalização (triângulo de braço) | Sul Fight Championship 3            | 12/12/2007 | 1     | 0:00  | Imbituba, Santa Catarina           |                                               |
| Vitória | 2–3    | Marcelo Silva                  | Finalização (triângulo de braço) | Curitiba Top Fight                  | 24/06/2007 | 1     | 0:00  | Curitiba, Paraná                   |                                               |
| Derrota | 1–3    | Kaue Dudus                     | Decisão (unânime)                | Floripa Fight 3                     | 10/03/2007 | 3     | 5:00  | Florianópolis, Santa Catarina      |                                               |
| Derrota | 1–2    | Leandro Rangel                 | Nocaute (joelhada)               | Sul Fight Championship 2            | 04/11/2006 | 2     | 0:00  | Imbituba, Santa Catarina           |                                               |
| Derrota | 1–1    | Fausto Black                   | Nocaute (socos)                  | Jaragua Fight Samurai 2             | 16/07/2006 | 2     | 0:00  | Jaraguá do Sul, Santa Catarina     |                                               |
| Vitória | 1–0    | Bruno Amorim                   | Decisão (unânime)                | Floripa Fight 1                     | 26/11/2005 | 3     | 5:00  | Florianópolis, Santa Catarina      | Estreia no MMA.                               |